# Erik van Zuylen
Erik van Zuylen (Utrecht, 1943) és un director de cinema i guionista neerlandès.
Van Zuylen va assistir a la Nederlandse Filmacademie, però va abandonar els estudis després de vuit mesos, dient que estava "massa impacient".
Va debutar el 1964 amb Bach Erik, una pel·lícula d'animació amb música de Johann Sebastian Bach. El 1965 va seguir el documental Siebe Wiemer Glastra, zondagsschilder. Van Zuylen va realitzar posteriorment diversos documentals, entre ells sobre els escriptors Julio Cortázar, Maarten 't Hart, Willem Frederik Hermans, J. van Oudshoorn i Stefan Themerson. Va diririgir la història de Hermans De elektriseermachine van Wimshurst (guardonat amb el Premi Springhaver pel curtmetratge holandès), i va fer De Taal is gansch het volk  (1979), un documental sobre el Woordenboek der Nederlandsche Taal (Diccionari de la Llengua Neerlandesa).
La seva pel·lícula Opname (1979), que va dirigir juntament amb Marja Kok, va ser la candidatura holandesa a l'Oscar a la millor pel·lícula de parla no anglesa el 1980. Zjoek (1987) es basa en dues col·leccions d'informes de casos del neuropsicòleg rus Aleksandr Lúria. Per a aquesta pel·lícula, a Van Zuylen li atorgaren el Premi L.J. Jordaan el 1987.
Via W.F. Hermans, Van Zuylen es va interessar per l'escriptor polonès-britànic Stefan Themerson, la novel·la del qual The mysterie of the sardine va llegir a finals dels anys vuitanta. Va decidir filmar el llibre i va passar uns quinze anys intentant aconseguir finançament per a una coproducció internacional. Mentrestant treballava principalment com a director de teatre. Finalment, Van Zuylen va abandonar els seus intents, i després va fer la pel·lícula en neerlandès Het mysterie van de sardine (2005).
Està casat amb la periodista Joyce Roodnat.

## Filmografia
- Siebe Wiemer Glastra, zondagsschilder (1965) (documental)
- Stefan Themerson en de taal (1967) (documental)
- De laatste trein (1975)
- De elektriseermachine van Wimshurst (1978) (telefilm)
- Opname (1979), amb Marja Kok
- De Anna (1983)
- Zjoek (1987)
- Alissa in Concert (1990)
- Het mysterie van de sardine (2005)